# TOEFL
TOEFL ([ˈtəʊfəl], Test of English as a Foreign Language с англ. — «Тест на знание английского языка как иностранного») — стандартизованный тест на знание английского языка, результаты которого могут использоваться для подтверждения уровня владения английским языком абитуриентами из неанглоязычных стран при поступлении в вузы США, а также Европы и Азии. Результаты теста применяются в ряде других англоязычных и неанглоязычных стран при поступлении в вузы с англоязычным обучением. Помимо этого результаты теста могут быть востребованы при рекрутинге в зарубежные компании. Результаты теста хранятся в базе данных компании 2 года, после чего удаляются. Тестирование имеет несколько версий, отличных по формату, целям тестирования и возрастным группам участников теста.
Обычно тест занимает около 3 часов; новый формат TOEFLiBT теста длится не более 3 часов.

## История
В 1962 году был сформирован национальный совет, состоящий из представителей тридцати государственных и частных организаций для решения проблемы по обеспечению проверки знаний английского языка для иностранцев и не-носителей английского, желающих обучаться в университетах США. Этот совет рекомендовал разработку TOEFL и его введение в 1963—1965 годах.
Тест был первоначально разработан в Центре прикладной лингвистики Стэнфордского университета под руководством профессора языкознания доктора Чарльза А. Фергюсона.
Тест TOEFL был впервые введён в 1964 году Ассоциацией современного языка, финансируемой за счёт грантов от Фонда Форда и Фонда Данфорта.
В 1965 году Совет колледжа и ETS совместно взяли на себя ответственность за продолжение программы тестирования TOEFL.
В 1973 году была заключена договоренность о сотрудничестве между ETS, Советом колледжа и советом консультантов Graduate Record Examinations о надзоре над работой программы. ETS были назначены функции администрирования экзамена под руководством совета TOEFL.
На сегодняшний день студенты из многих стран Содружества Наций, которые являются частью англосферы, освобождаются от сдачи экзамена TOEFL — например, Гонконг или бывшие протектораты Соединенных Штатов, где английский язык является де-факто официальным языком. Но для таких стран существуют различные ограничения. Например, жители Квебека обязаны сдавать TOEFL, в то время как остальная часть Канады освобождается от этого. Также не освобождаются от сдачи TOEFL страны Содружества Наций, где английский язык не является официальным языком, например, Мозамбик или Намибия, где английский язык является одним из официальных языков лишь для 3 % населения. От сдачи экзамена TOEFL не освобождаются некоторые народы Содружества Наций за пределами англосферы — такие как Индия, Пакистан, Бангладеш и т. д., даже если английский — их официальный язык.

## Версии
Существует несколько версий теста: бумажный вариант (PBT — paper-based test), компьютерный вариант (CBT — computer-based test), интернет-вариант (iBT — internet-based test) и интернет-вариант для самостоятельной сдачи дома (Home Edition). В настоящее время вариант iBT считается предпочтительным во многих вузах, так как включает задания не только на чтение, аудирование и письменную речь, но также на устную речь и комбинированные задания.

### Internet Based
С момента введения в конце 2005 года Internet-based Test (iBT) постепенно заменил как компьютерный, так и бумажный варианты теста, хотя «бумажное» тестирование до сих пор иногда используется. iBT вводился поэтапно. Сначала США, Канадой, Францией, Германией и Италией в 2005 году и в остальном мире в 2006. Количество центров тестирования постоянно увеличивается. Компьютерный вариант тестирования (CBT) был отменён в сентябре 2006 года и эти оценки уже не действительны. Первоначально спрос на тест был крайне высок, и кандидаты должны были ждать месяцами, теперь можно сдавать экзамен в течение одной-четырёх недель в большинстве стран. Четырёхчасовой тест состоит из четырёх разделов, каждый из них тестирует один из основных языковых навыков (в то время как некоторые задачи требуют интеграции нескольких навыков) и все задачи сосредоточены на языке, используемом в академической и среде высшего образования. Тест нельзя проходить чаще чем один раз в 12 дней. iBT имеет следующий порядок выполнения: Reading, Listening, перерыв 10 минут, Speaking, Writing.
Reading
В секции Reading предлагается прочитать текст и ответить на вопросы к нему, на что отводится ровно 18 минут (ранее отводилось 20 минут). Количество текстов может быть от 3 до 4. Соответственно и время для полного завершения секции Reading варьируется от 54 до 72 минут. Время, выделенное для данной секции, сплошное, то есть без перерывов для перехода от предыдущего текста к следующему (согласно новым правилам теста, вступившим в силу 1 ноября 2011 года). Каждый текст состоит приблизительно из 7 параграфов и содержит порядка 700 слов.
Listening
В Listening предлагается 3-4 аудирования, которые могут быть в виде лекции или разговора между двумя людьми (студенты, сотрудники университетов, преподаватели). После прослушивания каждой записи, нужно ответить на вопросы в течение заданного времени (от 20 до 60 секунд на каждый ответ). Суммарное время прохождения секции — около 20 минут. Общее отведённое время варьируется от 41 до 57 минут.
Speaking
Секция Speaking состоит из четырёх заданий: одного независимых и трёх интегрированных (до 2019 года — двух независимых и четырёх интегрированных). Общее отведённое время — 17 минут. В независимом задании человек должен выразить своё мнение на общую тему и обосновать выбор поведения или действие. Задания проверяют способность отвечать на вопросы и чётко и связно выражать свои мысли на английском. Чтобы дать ответ, нужно использовать свой личный опыт, выражать собственное мнение, главное — не отходить от темы. На подготовку к каждому ответу даётся 15 секунд, на сам ответ — 45.
В следующем интегрированном задании нужно прочитать отрывок текста, прослушать небольшую академическую лекцию или беседу, и ответить на вопросы, сравнивая полученную из текста и аудиозаписи информацию. На подготовку каждого задания даётся 30 секунд, на ответ — 60.
Далее нужно прослушать лекцию и изложить своими словами возможные варианты решения затронутой проблемы или вопроса. На задание даётся 20 секунд для подготовки и 60 секунд для ответа.
В последнем задании нужно снова послушать лекцию, в которой объясняется какой-либо термин и приводятся примеры. Задача тестируемого — объяснить связь между примерами и определением.
В интегрированных заданиях основная цель — проверить, насколько хорошо человек сопоставляет и делает выводы исходя из прочитанной и услышанной информации.
Тестируемым разрешается делать заметки, чтобы подготовиться к ответу. Им даётся немного времени, прежде чем нужно будет отвечать на вопросы. Ответы записываются. У каждого участника теста есть наушники, чтобы прослушивать тексты, и микрофон для записи ответа.
Writing
Секция состоит из двух заданий: одного интегрированного и одного независимого.
В интегрированном задании сперва нужно прочесть отрывок текста на академическую тематику (около 3 минут), затем прослушать выступление спикера на данную тему (около 2 минут). Затем тестируемый должен резюмировать услышанный и прочитанный материал, записать своё резюме, показав, как услышанный материал подтверждает или опровергает текст, который он прочитал. Текст, показанный в начале задания, появится на экране снова и будет доступен на протяжении всего времени ответа.
В независимом задании нужно написать эссе, в котором необходимо изложить точку зрения или выбор в определённой заданной ситуации, и объяснить его, на что отведено 30 минут.

### iBT Home Edition
Новая версия теста, введенная с апреля 2020 года, в связи с массовым закрытием тест-центров по всему миру на время карантина, вызванного Covid-19.
Содержание теста и задания аналогичны версии Internet Based (iBT). Данная версия теста предназначена для прохождения в домашних условиях.
Для регистрации и прохождения теста, необходимо иметь стационарный компьютер или ноутбук, обязательно использовать браузер Chrome или Firefox, а также использовать веб-камеру, микрофон и колонки (использование наушников запрещено).

### Paper-based Test
Paper-based TOEFL (PBT) доступен в немногих странах. Результаты теста действительны на протяжении двух лет с момента сдачи.
Listening (30 — 40 мин.)
Состоит из трёх частей. Первая содержит 30 вопросов о небольших беседах. Вторая — 8 вопросов о более длинных беседах. Последняя — 12 вопросов о лекции или дискуссии.
Structure and Written Expression (25 мин.)
В этой секции 15 заданий на дополнение предложений и 25 — на поиск ошибок.
Reading Comprehension (55 мин.)
Состоит из 50 вопросов к прочитанным текстам.
Writing (30 мин.)
Эту секцию ещё называют Test of Written English (TWE). Тестируемый должен написать эссе на заданную тему на 250—300 слов.
| Задание   | Описание                               | Приблизительное время |
| --------- | -------------------------------------- | --------------------- |
| READING   | 3—4 текста, содержащих по 10 вопросов  | 54—72 минуты          |
| LISTENING | 2—3 текста, содержащих по 5—6 вопросов | 41—57 минут           |
| Перерыв   | -                                      | 10 минут              |
| SPEAKING  | 6 заданий и 6 вопросов                 | 17 минут              |
| WRITING   | 2 задания                              | 50 минут (20 и 30)    |

## Оценка результатов
Для получения оценки необходимо выполнить хотя бы по одному заданию из каждого раздела: Reading, Listening, Writing, Speaking.
В iBT-варианте каждый из четырёх разделов оценивается по 30-балльной шкале. Максимальная сумма баллов всего теста равна 120.
Результаты теста возможно получить в электронном варианте (произведя электронную регистрацию на официальном сайте www.ets.org). По желанию клиента в дополнение к электронному возможно получить письменный результат теста. Данная опция не требует дополнительной оплаты.
В 2015 году компания ввела дополнительный бесплатный сервис — возможность скачать копию своего сертификата в формате документа pdf (её возможно скачать только если вы сдавали тест не ранее 2015 года). Такой сертификат не является официальным (о чём ставится специальная пометка), но даёт возможность предъявить свои предварительные баллы во многих непредвиденных случаях (к примеру, вы можете отправить такой сертификат в университет при первой подаче документов во время поступления, в большинстве случаев его примут как временное доказательство, пока не придёт оригинал сертификата). PDF-сертификат доступен для скачивания в личном кабинете через 2-3 дня после объявления баллов.

## Признание в мире
Сдача теста требуется большинством вузов США и Канады для иностранных граждан из стран, где английский язык не является официальным или общепринятым, а также не является основным языком преподавания предметов в общеобразовательных школах и университетах. Некоторые университеты США допускают рассмотрение результатов теста IELTS, как равноценную альтернативу тесту TOEFL.
TOEFL признаётся в более чем 9000 высших учебных заведений 130 стран, что делает его самым распространённым тестом на знание английского языка.

## Недостатки
- Сертификат TOEFL действителен в течение двух лет. В некоторых вузах требуется, чтобы тест был сдан не более 18 месяцев назад.
- По состоянию на январь 2020 года стоимость сдачи TOEFL iBT в России составляет около $265. Проверка занимает в среднем 10 календарных дней, и результат будет доступен в личном кабинете сдающего на сайте http://www.ets.org/toefl, доставка сертификата в Россию может занимать более месяца. Для сравнения, в США по состоянию на январь 2020 года стоимость теста составляет $205, результаты теста обычно доставляются в течение 2-4 недель.

## В России
До 2022 года на территории России функционировало 26 тестовых центров, в которых можно было сдать iBT версию экзамен. Вскоре после начала вторжения России на Украину они были закрыты, поэтому россиянам стало необходимо либо сдавать «домашнюю» версию теста (TOEFL iBT Home Edition), либо ехать в другую страну. В августе ETS временно запретила регистрацию на экзамен гражданам России и Беларуси. С 2 августа по 4 августа 2022 года регистрацию было на экзамен невозможно пройти, если указывать российское гражданство. При попытке указать гражданство России появлялось сообщение: «В соответствии с требованиями Управления по контролю над иностранными активами (OFAC) ваш доступ к продуктам и услугам TOEFL ограничен». Однако, затем ограничение было снято. С 4 августа того же года россиянам стало позволено регистрироваться на экзамен вновь.

## Безопасность и защита от списывания

### Безопасность и защита от списывания при сдаче TOEFL iBT
Все мероприятия по обеспечению безопасности во время тестирования TOEFL iBT имеют несколько целей:
- Предупреждение утечек содержания теста.
- Исключение возможности использования участниками тестирования заранее подготовленных ответов и вспомогательных материалов во время прохождения теста.
- Исключение возможности использования участниками тестирования запрещенных технических средств во время прохождения теста.
- Недопуск посторонних лиц в помещение тестирования, к тестированию вместо зарегистрированного участника, а также исключение помощи третьих лиц участникам тестирования.
- Недопуск списывания участниками тестирования друг у друга.
- Недопуск неавторизованного персонала центра тестирования к проведению тестирования.

Для достижения указанных целей, помимо прочего, предусмотрено несколько организационных и технических решений:
- Перед тестированием всем участникам зачитывается свод правил и требования безопасности.
- До начала тестирования все участники тестирования обязаны прочесть, заполнить и подписать Confidentiality and Regulations Agreement for ETS Computer-Delivered Tests. Этот документ содержит требования безопасности и правила тестирования, которые участники тестирования обязуются соблюдать. Эти документы хранятся в центре тестирования в течение трех месяцев после проведения тестирования.
- Каждый участник тестирования допускается в кабинет тестирования по предъявлении общегражданского паспорта или заграничного паспорта.
- До начала теста администратор тестирования делает портретную фотографию каждого участника тестирования и осуществляет запись образцов их голоса.
- Участников тестирования досматривают с применением ручного металлодетектора на наличие запрещенных предметов и устройств. Отдельно осматриваются уши, очки.
- Участникам тестирования запрещено иметь при себе любые электронные устройства.
- Участникам теста запрещено покидать здание, в котором проводится тестирование, и пользоваться электронными устройствами во время перерыва.
- С 2020 года администраторы тестирования также предоставляют образец своего голоса и портретные фотографии.

Для проверки соблюдения правил тестирования ETS направляет в центры тестирования TOEFL iBT контроллеров, которые являются в случайно назначенный день без предварительного уведомления. Контроллеры проверяют документы участников теста, технические и организационные условия проведения тестирования на соответствие правил, установленных ETS.

### Комментарии
1. ↑  OFAC — структура американского минфина, отвечающая за контроль за соблюдением санкций против России в связи с вторжением России на Украину.